# Vaudry
Vaudry (Ausspracheⓘ) ist eine ehemalige französische Gemeinde mit 1.479 Einwohnern (Stand 1. Januar 2022), den Vaudriciens, im Département Calvados in der Region Normandie.
Am 1. Januar 2016 wurde Vaudry im Zuge einer Gebietsreform zusammen mit sieben benachbarten Gemeinden als Ortsteil in die neue Gemeinde Vire Normandie eingegliedert.

## Geografie
Vaudry grenzt direkt an das Ortsgebiet von Vire, das westlich Vaudrys liegt. Das im Département Orne gelegene Flers ist rund 25 Kilometer entfernt.

## Bevölkerungsentwicklung
| Jahr                             | 1793 | 1836  | 1876  | 1926  | 1946  | 1968  | 1990  | 2013  |
| Einwohner                        | 822  | 1.513 | 1.595 | 1.218 | 1.883 | 1.291 | 1.445 | 1.486 |
| Quelle: Cassini, EHESS und INSEE |      |       |       |       |       |       |       |       |

## Sport
Im Jahr 2025 führte die Tour de France auf der 6. Etappe durch die Gemeinde Vaudry. Auf der D55A wurde mit der Côte de Vaudry (331 m) eine Bergwertung der 4. Kategorie abgenommen. Insgesamt wies der Anstieg auf einer Länge von 1200 Metern eine durchschnittliche Steigung von 7,2 % auf. Die Bergwertung sicherte sich der Ire Ben Healy.

## Sehenswürdigkeiten

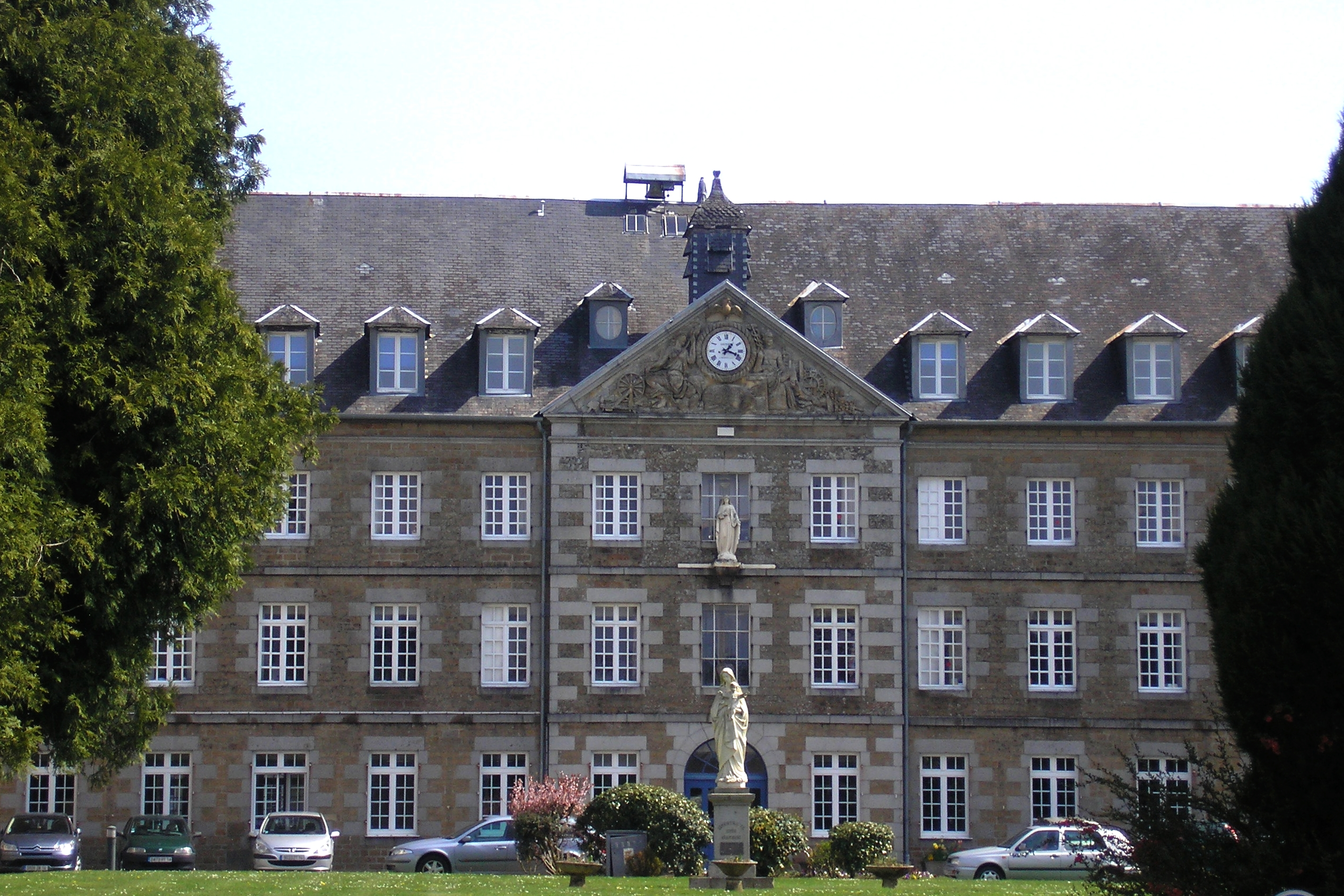
Das Konventsgebäude

- Kirche Saint-Martin aus dem 17. Jahrhundert; große Teile der Inneneinrichtung sind als Monument historique klassifiziert[5]
- Schlösser aus dem 14.–16. Jahrhundert
- Konvent von Blon aus dem 17. Jahrhundert, seit 1986 Monument historique[6]
- Kapelle Saint-Roch von 1843